# Дрізд гімалайський
Дрізд гімалайський (Turdus albocinctus) — вид горобцеподібних птахів родини дроздових (Turdidae). Мешкає в Гімалаях.

## Опис

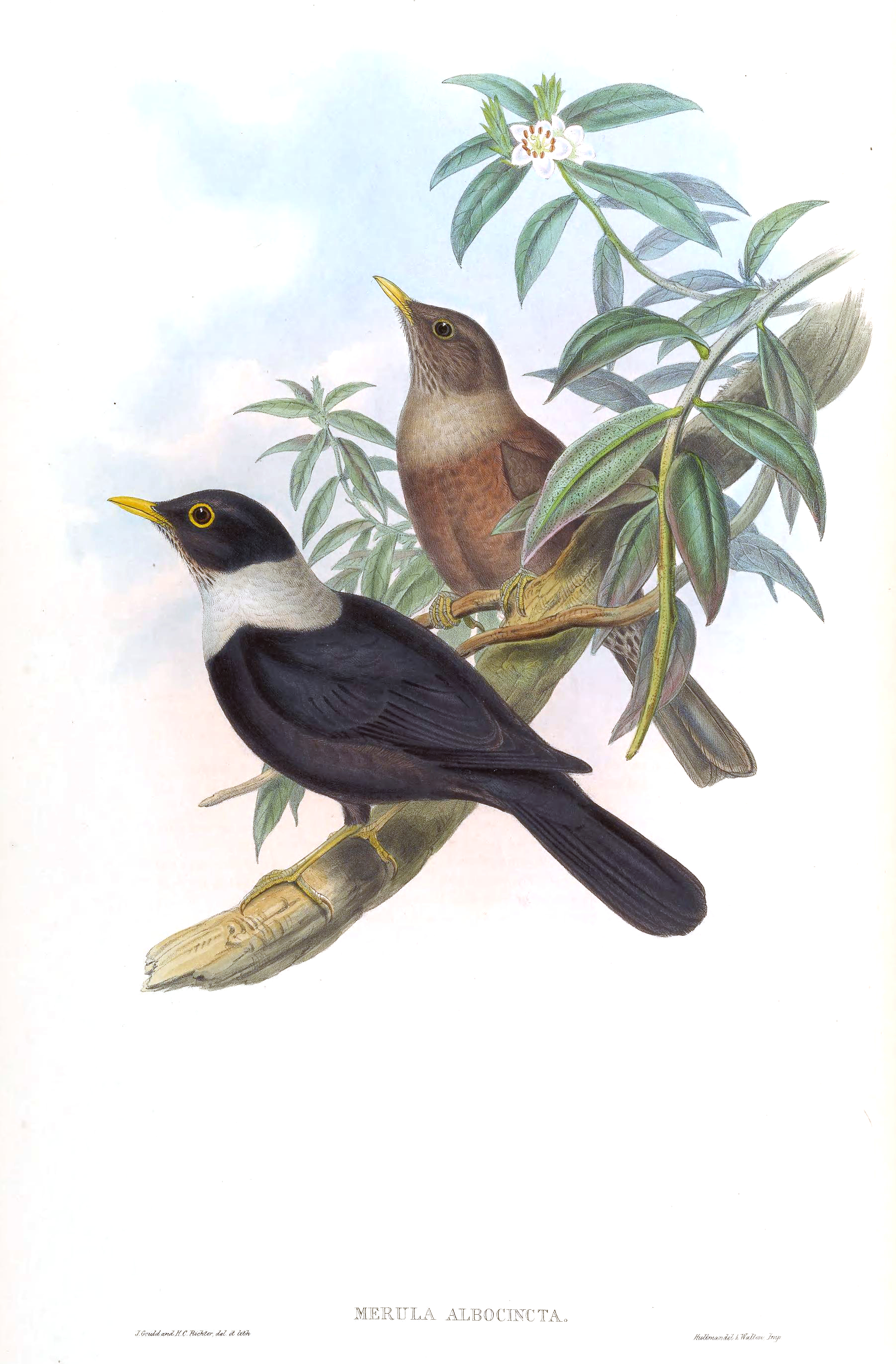
Гімалайські дрозди

Довжина птаха становить 26-28,5 см, вага 100 г. Самці мають повністю чорнувате забарвлення, на шиї у них широкий білий "комір". Самиці мають переважно темно-коричневе забарвлення, "комір" у них більш сіруватий. Дзьоб жовтий, лапи жовтувато-оранжеві.

## Поширення і екологія
Гімалайські дрозди мешкають в Гімалаях на території Кашміру, північної Індії, Непалу, Бутану і Китаю (південний схід Тибету, Сичуань). Взимку деякі популяції мігрують на більш низькі висоти, досягаючи Шилонгського плато на північному сході Індії, Бангладеш і М'янми. Гімалайські дрозди гніздяться в гірських хвойних лісах і на узліссях, переважно в ялинових лісах, на висоті від 2100 до 4000 м над рівнем моря. 
Гімалайські дрозди живляться комахами, черв'яками та іншими безхребетними, а також плодами і ягодами глоду, яблуні, падуба і кизильника. Гніздування відбувається з березня по липень. Гніздо чашоподібне. робиться з трави, моху і корінців, розміщується на дереві, на висоті від 1 до 3 м над землею. В кладці 3-4 блакитнуватих яйця, поцяткованих червонувато-коричневими плямками. За сезон може вилупитися два виводки.